# 전국 시대

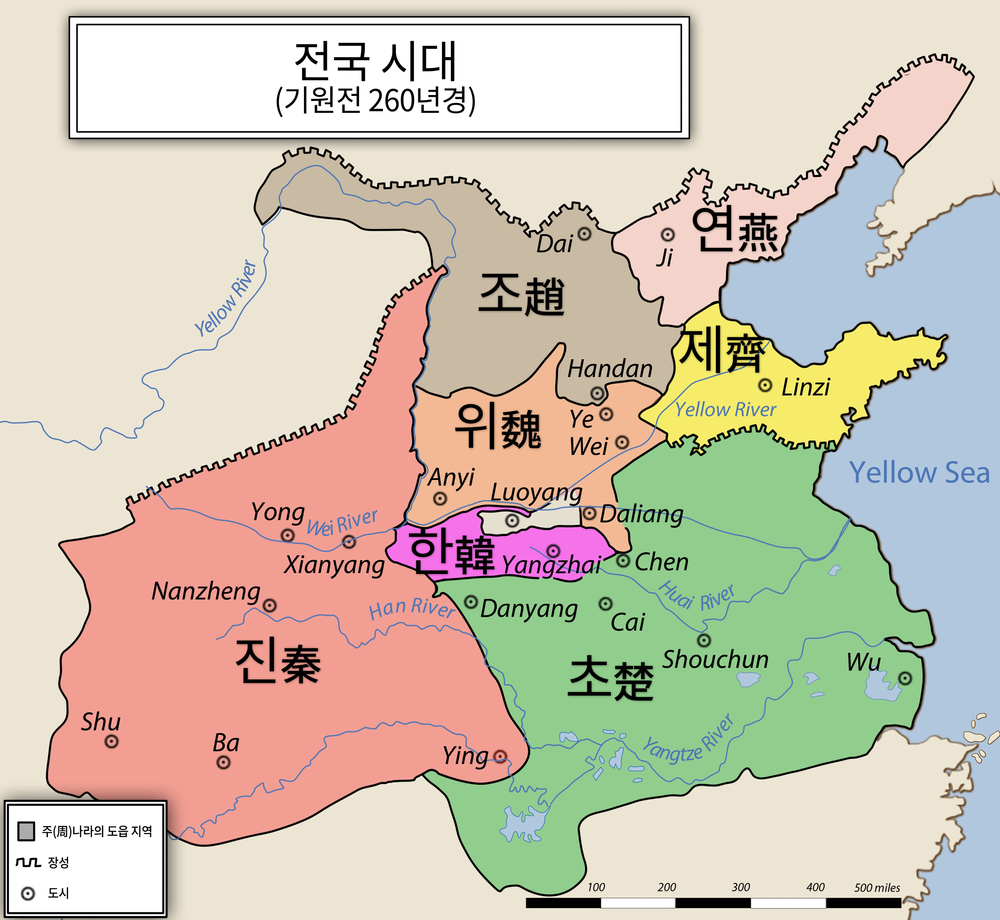
기원전 260년 후반의 전국칠웅

전국 시대(戰國時代, 영어: Warring States period, 기원전 476년 또는 기원전 403년~기원전 221년)는 중국 역사의 혼란기로, 기원전 476년(기원전 403년)부터 진(秦)나라가 중국 통일을 달성한 기원전 221년까지의 기간을 가리킨다. 그 시기의 이야기가 주로 《전국책》(戰國策)에서 등장하므로 전국시대라 불린다.

## 기준점
전국 시대를 춘추시대와 구분하는 기준은 역사가마다 조금씩 다르다. 우선 전국시대의 어원이된 전국책은 전국시대 나라들의 일화를 모은책이라 특별한 기준점이 없다. 다만 그중 동주책 1권의 첫이야기가 주나라 천자의 상징물인 구정을 제후국인 진나라와 제나라가 요구하고 주나라 대부 안율이 이를 지켜내는 이야기로 시작한다. 이후 사마천은 자신의 역사서 사기의 전국시대 역사표인 육국연표 서문에서 제나라의 전상이 제 간공 강임을 살해하고 진(晉)나라에서는 대부 조(趙), 위(魏), 한(韓)씨가 실권자 지백을 공격해 제거했는데 천자국 주나라가 이를 묵인하고, 후대에는 제나라와 진나라의 제후를 끌어내리고 스스로 제후가 되었는데 이것을 주나라가 공인해준 사건을 주목해 육국연표의 시작을 진나라 내전이 있었던 진나라 여공공의 즉위년(기원전 476년)을 기준으로 한다. 자치통감에서도 사마천처럼 지백사건에 주목해 진나라의 멸망을 전국시대의 기준점으로 삼았다(기원전 422년). 개별사건마다 간극이 넓기는 하지만 공통적인 부분은 기원전 400년대에 주나라 천자의 권위가 심각하게 실추되고 제후국에 대한 미약한 통제력마저 완전히 상실한 것을 확인할 수 있다.

## 주나라 봉건제도의 붕괴
한·위·조가 후(侯)라고 칭해졌다는 것은 단순히 하극상을 의미한 것만이 아니라 주왕이 이를 인정하고 스스로 종법제(宗法制)를 번복하지 않을 수 없었던 사정이 배경에 있기에 그 맥락을 살펴보는 일이 중요하다. 이윽고 강력한 제후들은 스스로 왕(王)을 칭하게 됨으로 이 때부터 명실공히 주왕조의 권위가 떨어지고 그 시기까지 중원에서 나름대로의 사회적 질서와 정치적 균형을 유지시켜오던 봉건제도에 균열이 일어나기 시작하고 결국 붕괴되어 버리는 시발점이 된다. 얼마 후 제(齊)나라도 기존의 강씨(姜氏)를 대신하여 전씨(田氏)가 지배하기 시작하였다. 이 시기부터 각 제후들이 주나라로부터 정신적 독립을 지향해 제각기 왕을 칭하였다. 거기에 춘추 시대 초창기부터 주나라의 권위에 불복하던 초나라도 이시기즘 140여 개국이었던 도시국가의 거의 모두가 이 때에 와서 7개 강대국 중 어느 한 영토에 편입되어 버렸다.
처음 강력했던 나라는 위나라였다. 문후(文侯)·혜왕(惠王)은 널리 인재를 구하여 대규모 관개사업을 벌이고, 한편으로는 지배한 지역을 군현화(郡縣化)하는 데 힘을 기울였다. 다음 제(齊)가 패권을 쥐었지만 얼마 안 있어 변경의 진(秦)·연(燕)이 강대해져 세력을 팽창함으로 인해 비로소 중원은 진·초·연·제·한·위·조의 7웅이 할거하는 형세로 바뀌었다. 그 중 진은 효공(孝公) 때 상앙의 변법에 의하여 크게 부국강병(富國強兵)의 성과를 올려 다른 나라를 누를 수 있는 힘을 보여주게 된다. 소위 합종연횡(合從連衡)이 제창된 것도, 또 4군(君)의 활약이 있었던 것도 이 시기였다. 이윽고 6국이 진(秦)에 굴복당하고 중국 최초의 통일국가가 출현하게 되었다.
전국 시대는 봉건제에 따르는 읍제국가가 해체되고 중앙집권적인 군현제에 의한 고대 통일국가가 형성되는 과도기에 해당한다. 전국 시대가 되자, 사 계급 출신의 관료가 실제의 정치를 장악하게 되어, 그 최고 지위에 상(相)이 놓인다. 그 임무는 군주를 보좌하여 정치의 전반을 총리하는 일이었는데, 이것은 종래의 대부 등과는 달라서 세습이 허용되지 않았다. 또한 군제(軍制)에 있어서도 이 때까지는 대부가 세습적으로 지휘권을 가지고 있었던 것임에 반하여 장군이라는 직위가 신설되어 전쟁이 일어날 때마다 군주에 의해 장군이 임명되기에 이르렀다. 서주(西周)로부터 춘추 시대에 걸쳐서는 정치·군사 양면에 있어서 대부가 세습적으로 권리를 가지고 있었음에 반하여, 전국 시대가 되자 정치·군사가 분리되고 저마다의 책임자가 필요에 따라서 군주에 의해서 임명되기에 이르렀던 것이다. 군주권이 강화되는 한편, 능력에 따른 관료군이 형성되기에 이르렀다.
이시기에는 다른 나라의 출신자들이 적극적으로 관료로 채용했다. 내정개혁을 단행한 상앙, 연횡설(連衡說)을 주장한 장의(張儀), 시황제의 승상이 된 여불위(呂不韋) 등이 모두 다 그러했다. 춘추 말기에 나온 공자(孔子)는 노(魯)의 고관이 되어 개혁에 실패한 후, 여러 나라의 군주에게 그 정치학설을 설(說)하고 다니면서 그 학설이 실현되도록 운동했다. 이것은 당시에 이미 기존의 질서에서 벗어나고 하나하나의 나라를 초월해 중원 전체의 공감대와 유대감을 조성하는 공통된 문화·사상이 전반적으로 형성되어 있었기에 가능한 것이었지, 오로지 자기의 영지(領地)와 그 이익관계 속에서만이 긴밀한 관계를 맺고 있었던 제한되고 단절된 당시 대부 계층의 보수적 시대관 내에서는 거의 불가능한 일이었다고 여겨진다.

## 철기의 보급과 경제의 발달
춘추 전국 시대의 중국사회의 일대 변혁 및 눈부신 발전의 원동력이 된 것은 이 시기에 있어서의 생산력의 현저한 발달이었다. 이 생산력의 발달 요인은 춘추 시대에 시작된 우경(牛耕)의 보급과 전국시대에 보급된 철제농구의 사용이었다. 철제농구 이전의 농구는 거의가 석제나 목제였으며, 그것은 토질이 부드러운 황토지대에서의 경작에는 그런대로 쓸 수가 있지만 수목을 베어내고 새로 경지(耕地)를 일굴 때는 극히 비능률적인 농구였다. 이 곤란을 타개하며 개간을 용이하게 하고 심경(深耕)에 의한 토지의 생산력을 증대시켜 준 것이 철제농구이며, 그 사용을 계기로 농업은 놀랍게 진보하기 시작한 것이다.
중국에서 철기가 사용되기 시작한 것은 춘추 시대의 전반(기원전 6, 7세기경)이라고 생각되고 있으며, 이때 제나라 동종(銅鐘)의 명문(銘文)에 ‘제철 노예 4천명’이라고 새겨져 있는 것으로 보아 관영 제철사업은 꽤 대규모였던 것을 알 수 있다. 또 괭이, 삽, 가래 같은 농구의 주조는 전국시대에 들어와서 발달된 것 같다. 우경과 철기가 보급되어 생산이 부국강병의 근본으로 장려되자 이제까지 돌보지 않던 황무지까지 개척되며, 그로 인하여 관개용 수로나 제방을 쌓는 토목공사가 일어났는데, 이것도 또한 철기에 의지하게 되어 농업생산은 한층 더 발달을 촉진시키게 되었다.
또 철기(鐵器)의 보급에 따라 눈부신 발전을 보여주기 시작한 농업 생산력이 이 변동기의 자극을 받아 상공업의 발달을 재촉하면서 사회 경제의 여러 양상에 커다란 변혁을 초래한 시기였다. 국경을 초월한 대상인의 활발한 교류로 국경을 넘어 여러 나라에 판로를 가진 대상인들은 사치품을 판매하여 큰돈을 벌었다. 서민의 필수품인 철기나 소금 등을 제조·판매하는 대상업 수공업자들의 재산은 때로는 왕후(王侯)와도 필적한다고 일컬어졌다. 그들에게 있어서는 일일이 통관세를 필요로 하는 국경이라는 것은 불합리하기 짝이 없는 것이었으며 이로 인해 점차적으로 국경이 없는 중원의 통일을 이면에서 추구하는 촉진제 역할을 했다고 일컬어지고 있다. 이는 대상인들이 전국을 유세하면서 돌아다닐 수 있었던 것에서 보는바와 같이, 분립한 강국들이 서로 대립·항쟁하는 와중에서도 문화, 경제의 면에 있어서는 이미 중원이 하나의 세계로 성립되어 있었다는 점을 예시하고 있다. 춘추 시대의 후반 이래, 청동기의 명문(銘文) 같은 장식성이 강한 문자에는 지방색이 엿보이지만, 평소에 죽간(竹簡) 등에 씌어진 문자에는 상당한 통일성이 엿보이는 것도 이런 사실을 뒷받침하고 있다고 할 수 있을 것이다.

## 전국 칠웅
춘추 시대에는 나라의 제사를 끊으면 나라의 조상으로부터 저주받는다고 하는 생각을 가지고 있었고, 나라를 점령해도 완전하게 멸해 버리는 일은 그만큼 많지 않고, 또 멸망해도 부흥하는 것이 흔한 일이었다. 전국 시대에 들어가면 용서가 없어져, 한번 전쟁에 지는 일은 나라의 멸망에 직접 연결되었다. 그러한 약육강식의 세계에서 점차 7개의 대국들이 강자로 부상되어 갔다. 흔히 사기의 육국연표에 있는 8개 나라중 천자국 주나라를 뺀 7개의 나라를 기준으로 전국 칠웅(戰國七雄)이라고 부른다.
- 진(秦) → 진나라
- 조(趙)
- 위(魏)
- 한(韓)
- 제(齊)
- 연(燕)
- 초(楚)

## 전국 시대를 소재로 한 작품

### 영화
- 영웅

### 만화·만화책
- 킹덤

## 같이 보기
- 전국 칠웅
- 춘추전국 시대
- 춘추 시대

## 참고 문헌
- 이 문서에는 다음커뮤니케이션(현 카카오)에서 GFDL 또는 CC-SA 라이선스로 배포한 글로벌 세계대백과사전의 내용을 기초로 작성된 글이 포함되어 있습니다.